# Madama Butterfly
Madama Butterfly (título original en italiano) es una ópera en tres actos (originariamente en dos actos) con música de Giacomo Puccini y libreto en italiano de Giuseppe Giacosa y Luigi Illica. Puccini basó su ópera (que estrenó en 1904) parcialmente en el cuento "Madame Butterfly" (1898), de John Luther Long, que fue dramatizado por David Belasco. Puccini también se basó en la novela Madame Chrysanthème (1887), de Pierre Loti. Según un estudioso, la ópera se basó en acontecimientos que realmente ocurrieron en Nagasaki a principios de los años 1890.

## Historia
Puccini escribió cinco versiones de la ópera. La versión original de la ópera, en dos actos, fue estrenada el 17 de febrero de 1904 en La Scala de Milán. Obtuvo muy mala recepción del público y la crítica, a pesar de la presencia de destacados cantantes como la soprano Rosina Storchio, el tenor Giovani Zenatello y el barítono Giuseppe De Luca en los papeles principales. Esto se debió en gran medida a que se acabó tardíamente y al tiempo de ensayo inadecuado. Puccini retiró la ópera y la reescribió notablemente, dividiendo el segundo acto en dos y haciendo otros cambios. La segunda versión revisada que conquistó a la audiencia se estrenó en Brescia el 28 de mayo de 1904. Fue esta segunda versión la que se estrenó en los Estados Unidos en 1906, primero en inglés el 15 de octubre de 1906 en el Teatro Columbia de Washington D. C., y después el 12 de noviembre del mismo año en el Teatro Garden de Nueva York, por la Compañía de Ópera Inglesa de Henry Savage (así llamada porque interpretaba en traducciones al inglés).
Se estrenó en Argentina el 2 de julio de 1904 en el Teatro de la Ópera, Buenos Aires. En 1908 se estrenó en el nuevo Teatro Colón, representándose durante 29 temporadas. En Londres, su primera representación en el Reino Unido se produjo el 10 de julio de 1905 en la Royal Opera House, Covent Garden.
En 1906, Puccini escribió una tercera versión, que se interpretó en la Metropolitan Opera de Nueva York. El estreno en el Met el 11 de febrero de 1907 contó con la presencia de Puccini y cantaron Geraldine Farrar y Enrico Caruso. En el Met se ha representado 818 veces entre 1907 y 2009, siendo la sexta ópera más popular del repertorio. En 1907, Puccini hizo varios cambios en la partitura orquestal y vocal, y esta se convirtió en la cuarta versión, que se representó en París.
Finalmente en 1907, Puccini hizo su revisión final de la ópera en una quinta versión, que se conoce ya como la "versión estándar". Hoy, la versión estándar es la que se interpreta más a menudo en el mundo. Sin embargo, la versión original de 1904 también se representa ocasionalmente.
Madama Butterfly se estrenó en España en el Teatro del Bosc de Barcelona en agosto de 1907. En noviembre de ese año llegó al Teatro Real de Madrid, donde se representó 72 veces desde entonces hasta julio de 2007, cuando fue dirigida por Plácido Domingo. En el Teatro del Liceo se estrenó en 1909 y se representó 152 veces hasta 2007. En el Teatro de la Zarzuela se representó 18 veces entre 1965 y 1991. En 1968, fue protagonizada por Montserrat Caballé, Norma Lerer, Bernabé Martí y Manuel Ausensi.
La primera representación australiana se presentó en el Theatre Royal de Sídney el 26 de marzo de 1910, protagonizada por Amy Castles.
Entre 1915 y 1920, la cantante de ópera más conocida de Japón, Tamaki Miura, obtuvo fama internacional por sus representaciones como Cio-Cio San. Su estatua, junto con la de Puccini, puede encontrarse en el Jardín Glover en Nagasaki, la ciudad donde se ambienta la ópera.
Debido a las connotaciones negativas del personaje del teniente estadounidense Pinkerton, la ópera fue suspendida en Estados Unidos durante los años de la Segunda Guerra Mundial en el enfrentamiento bélico entre Japón y los Estados Unidos.
Butterfly es un hito en el repertorio operístico para compañías de todo el mundo y aparece como la 8.ª en la lista Operabase de las óperas más representadas por todo el mundo. la cuarta de Italia y la tercera de Puccini, después de La bohème y Tosca. Ha sido dirigida en los escenarios incluso por directores de cine, como por ejemplo, Ken Russell, Harold Prince y Anthony Minghella, autor de una controvertida puesta en escena en Londres y Nueva York.

## Personajes
| Personaje                                           | Tesitura     | Elenco del estreno 17 de febrero de 1904 (Director: Cleofonte Campanini) | Elenco de Brescia 28 de mayo de 1904 (Director: Cleofonte Campanini) |
| --------------------------------------------------- | ------------ | ------------------------------------------------------------------------ | -------------------------------------------------------------------- |
| Cio-Cio San (Madama Butterfly), geisha              | soprano      | Rosina Storchio                                                          | Solomiya Krushelnytska                                               |
| B. F. Pinkerton, teniente de marina de los EE. UU.  | tenor        | Giovanni Zenatello                                                       | Giovanni Zenatello                                                   |
| Suzuki, doncella de Cio-Cio San                     | mezzosoprano | Giuseppina Giaconia                                                      | Giovanna Lucacevska                                                  |
| Sharpless, cónsul estadounidense en Nagasaki        | barítono     | Giuseppe De Luca                                                         | Virgilio Bellatti                                                    |
| Goro, casamentero                                   | tenor buffo  | Gaetano Pini-Corsi                                                       | Gaetano Pini-Corsi                                                   |
| Príncipe Yamadori, rico pretendiente de Cio-Cio San | tenor        | Emilio Venturini                                                         |                                                                      |
| El Bonzo, tío de Cio-Cio San                        | bajo         | Paolo Wulman                                                             |                                                                      |
| Kate Pinkerton, esposa de Pinkerton                 | mezzosoprano | Manfredi                                                                 |                                                                      |
| Dolore («Dolor»), hijo de Cio-Cio San               | papel mudo   |                                                                          |                                                                      |
| Yakusidé, tío de Cio-Cio San                        | bajo         | Antonio Volpini                                                          |                                                                      |
| El comisionado imperial                             | bajo         | Viale                                                                    |                                                                      |
| El registrador oficial                              | bajo         | Gennari                                                                  |                                                                      |
| Madre de Cio-Cio San                                | mezzosoprano | Tina Alasia                                                              |                                                                      |
| La tía de Cio-Cio San                               | soprano      | Ghissoni                                                                 |                                                                      |
| La prima de Cio-Cio San                             | soprano      | Palmira Maggi                                                            |                                                                      |
| Parientes, amigos y servidores de Cio-Cio San       |              |                                                                          |                                                                      |

## Argumento

### Acto 1
En 1904, Benjamin Franklin Pinkerton, un oficial de la Armada estadounidense a bordo del USS Abraham Lincoln, toma una casa sobre una colina en Nagasaki, Japón, para sí y su prometida, la quinceañera Cio-Cio-San, apodada Butterfly. Por intermedio del casamentero Goro, el marino ha arreglado su matrimonio con la muchacha. La joven ve ese vínculo como un compromiso de por vida, pero para Pinkerton solo se trata de una aventura fuera de su país. Como las leyes de divorcio japonesas son muy laxas, su secreta intención es divorciarse de la joven nipona una vez que encuentre la esposa estadounidense adecuada. La boda tendrá lugar en la casa y Butterfly está tan animada por casarse con un estadounidense que antes se convierte secretamente del budismo al cristianismo. Su tío Bonzo, un monje budista, descubre la conversión, va a la casa, maldice a la joven y ordena a todos los invitados que se vayan, lo que hacen todos al tiempo que reniegan de ella. Butterfly y Pinkerton se casan de todas formas y tienen su apasionada primera noche de amor (dúo Vogliatemi bene).

### Acto 2
Tres años después, Butterfly está a la espera del regreso de Pinkerton, quien partió a Estados Unidos poco después de la boda. Su criada Suzuki intenta convencerla de que él no volverá, pero ella no la escucha. En un apasionado intento por convencerla de lo contrario, Butterfly canta su gran aria (Un bel dí vedremo). Goro (el casamentero que arregló el matrimonio) sigue intentando casarla de nuevo, pero Butterfly no lo escucha tampoco, pese a la pobreza extrema que atraviesa. Sharpless, el cónsul estadounidense, llega a la casa con una carta que le ha enviado Pinkerton, en la que le pide que le explique a Butterfly que él volverá a Japón, pero no con la intención de estar con ella. Él comienza a leer la carta pero no puede decidirse a acabarla pues Butterfly se altera muchísimo al oír que Pinkerton regresa. Con el fin de prepararla para la verdad, Sharpless le pregunta qué haría con su vida si Pinkerton decidiese no volver jamás. Con seriedad impetuosa, Butterfly responde que solo podría volver a divertir a la gente con sus canciones, o bien, morir.
Cuando Sharpless trata de convencerla de que se case con el rico Yamadori, un príncipe que la pretende, Butterfly le revela que tuvo un hijo con Pinkerton, producto de su noche de bodas, y argumenta que el marino podrá olvidarla a ella pero no a su hijo. Dado que Pinkerton ignora por completo los hechos, el alarmado cónsul promete informar a Pinkerton del asunto y a la vez trata de persuadir a la joven a casarse con Yamadori. Ella le ordena retirarse, pero el diplomático permanece en la casa y ve cómo Butterfly, desolada, toma al niño en sus brazos y canta su dolorosa aria "Che tua madre dovrá", en la que explica que sin dinero y sin un marido que la proteja ella tendrá que pedir dinero en las calles o cantar; que hará todo menos "ese oficio deshonrado" (que puede interpretarse como prostitución). En su delirio y desesperación, la joven dice preferir acabar con su vida. Conmovido, Sharpless pregunta con dulzura al niño su nombre; Butterfly responde por él: su nombre es "Dolore" (dolor). Sharpless se retira y la joven corre a observar con un catalejo por la ventana hacia el océano. Al divisar la bandera de la nave estadounidense "Abraham Lincoln" (el barco que dirige Pinkerton), siente triunfar su amor por verlo volver y le pide a Suzuki que llenen el espacio con flores de todo tipo, para que la llegada de Pinkerton sea en primavera como él había prometido. Aquí comienzan los pasajes más tristes de la ópera.
Expectantes, Suzuki, Dolore y Butterfly esperan toda la noche la llegada del barco. Al amanecer, Butterfly cae rendida y duerme.

### Acto 3

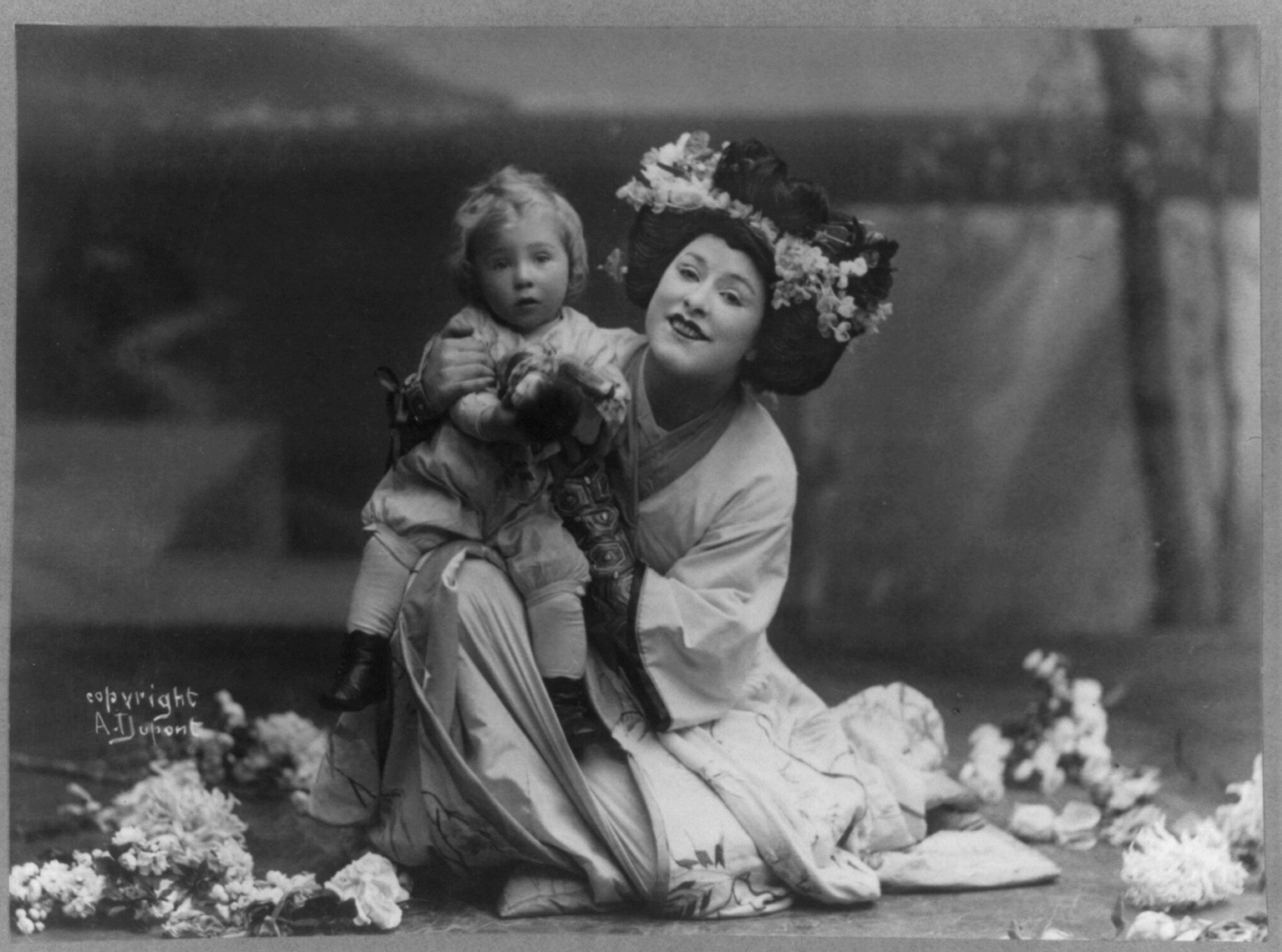
Geraldine Farrar como Butterfly.

Suzuki se despierta por la mañana; Butterfly duerme. Llegan Sharpless y Pinkerton, junto con Kate, la nueva esposa estadounidense del marino. Han venido porque, al enterarse de la existencia del hijo deciden recogerlo para criarlo en Estados Unidos. Cuando Pinkerton ve cómo Butterfly ha decorado la casa para su regreso, se da cuenta de que él ha cometido un gran error. Admite que es un cobarde y no puede enfrentarse a ella, de manera que Suzuki, Sharpless y Kate le dan la noticia. Butterfly se muestra conforme con entregar al niño si Pinkerton viene él mismo a verla. Mientras tanto, Butterfly pide perdón ante una estatua de Buda, se despide de su hijo y le tapa los ojos (Tu tu piccolo iddio). Luego se retira a sus habitaciones y se clava el cuchillo de su padre. Tambaleante, besa a su hijo y muere. Pinkerton se apresura a entrar, pero es demasiado tarde.

## Arias célebres
Los pasajes más célebres de la ópera son:
- el dúo Pinkerton/Sharpless «Dovunque al mondo» - Acto I
- el conjunto «Ecco ! Son giunte» (Goro y los amigos de Butterfly) - Acto I
- el dúo Butterfly/Pinkerton «Viene la sera» - Acto I
- el coro a boca cerrada - Acto II
- el aria de Butterfly «Un bel dì, vedremo» - Acto II
- el aria de Butterfly «Che tua madre dovrà» - Acto II
- el dúo Pinkerton/Sharpless «Addio, fiorito asil» - Acto III
- el aria de Butterfly «Con onor muore » - Acto III

## Grabaciones

### Audio
| Año                 | Elenco (Cio-Cio San, Pinkerton, Suzuki, Sharpless)                          | Director, Teatro y orquesta                                                                                              | Sello discográfico                                                       |
| ------------------- | --------------------------------------------------------------------------- | --- | ------------------------------------------------------------------------ |
| 1929                | Rosetta Pampanini, Alessandro Granda, Conchita Velasquez, Gino Vanelli      | Lorenzo Molajoli, Coro y orquesta de La Scala, Milán                                                                     | (Grabado por Columbia) Audio CD: Arkadia Cat: 78041                      |
| 1929–1930           | Margaret Burke Sheridan, Lionello Cecil, Ida Mannarini, Vittorio Weinberg   | Carlo Sabajno, Coro y orquesta de La Scala, Milán                                                                        | (Grabado por HMV) Audio CD: Romophone, Cat: 89001-2; Arkadia, Cat: 78030 |
| 1939                | Toti Dal Monte, Beniamino Gigli, Vittoria Palombini, Mario Basiola          | Oliviero de Fabritiis, Coro y orquesta del Teatro de la Ópera de Roma                                                    | (Grabado por HMV) Audio CD: Pearl Cat: 9290                              |
| 1948                | Eleanor Steber, Jan Peerce, Suzanne Carré, Richard Bonelli                  | Eugene Ormandy, Coro y orquesta de Hollywood Bowl (Grabado por una interpretación en el Hollywood Bowl, 3 de septiembre) | Audio CD: Video Artists International Cat: VAIA 1220                     |
| 1949                | Eleanor Steber, Richard Tucker, Jean Madeira, Giuseppe Valdengo             | Max Rudolf, Coro y orquesta de la Metropolitan Opera                                                                     | (Grabado por US Columbia) Audio CD: Sony Cat: MH2K 62765                 |
| 1951                | Renata Tebaldi, Giuseppe Campora, Nell Rankin, Giovanni Inghilleri          | Alberto Erede, Coro y orquesta de la Academia Nacional de Santa Cecilia, Roma                                            | Audio CD: Decca, Cat: 440230                                             |
| 1954                | Clara Petrella, Ferruccio Tagliavini, Mafalda Masini, Giuseppe Taddei       | Angelo Questa, Coro y orquesta de la RAI de Turín                                                                        | (Grabado por Cetra) Audio CD: Warner Fonit Cat: 0927-43551-2             |
| 1954                | Victoria de los Ángeles, Giuseppe di Stefano, Anna Maria Canali, Tito Gobbi | Gianandrea Gavazzeni, Coro y orquesta de la Ópera de Roma                                                                | (Grabado por HMV) Audio CD: Testament Cat: 2168                          |
| 1955                | Maria Callas, Nicolai Gedda, Lucia Danieli, Mario Borriello                 | Herbert von Karajan, Coro y orquesta de La Scala                                                                         | Audio CD: EMI Classics, Cat: 12946, Audio CD: Naxos, Cat: 8.111026-27    |
| 1956                | Dorothy Kirsten, Daniele Barioni, Mildred Miller, Clifford Harvuot          | Dimitri Mitropoulos, Coro y orquesta de la Metropolitan Opera (abreviada)                                                | LP: Metropolitan Opera Record Club Cat: MO 722                           |
| 1957                | Anna Moffo, Cesare Valletti, Rosalind Elias, Renato Cesari                  | Erich Leinsdorf, Coro y orquesta de la Ópera de Roma                                                                     | Audio CD: RCA Victor, Cat: 078635414523                                  |
| 1958                | Renata Tebaldi, Carlo Bergonzi, Fiorenza Cossotto, Enzo Sordello            | Tullio Serafin, Coro y orquesta de la Academia de Santa Cecilia, Roma                                                    | Audio CD: Decca, Cat: 452594                                             |
| 1960                | Victoria de los Ángeles, Jussi Björling, Miriam Pirazzini, Mario Sereni     | Gabriele Santini, Coro y orquesta de la Ópera de Roma                                                                    | Audio CD: EMI, Cat: 7636342                                              |
| 1962                | Leontyne Price, Richard Tucker, Rosalind Elias, Philip Maero                | Erich Leinsdorf, Coro y orquesta de Ópera de la RCA Italiana                                                             | Audio CD: RCA Living Stereo, Cat: 68884                                  |
| 1966                | Renata Scotto, Carlo Bergonzi, Anna di Stasio, Rolando Panerai              | John Barbirolli, Coro y orquesta de la Ópera de Roma                                                                     | Audio CD: EMI Classics, Cat: 67888                                       |
| 1974                | Mirella Freni, Luciano Pavarotti, Christa Ludwig, Robert Kerns              | Herbert von Karajan, Orquesta Filarmónica de Viena, coro de la Ópera Estatal de Viena                                    | Audio CD: Decca, Cat: 417577                                             |
| 1978                | Renata Scotto, Plácido Domingo, Gillian Knight, Ingvar Wixell               | Lorin Maazel, Orquesta Philharmonia y el Coro de Ópera Ambrosiano                                                        | Audio CD: CBS Masterworks, Cat: 35181                                    |
| 1987                | Mirella Freni, José Carreras, Teresa Berganza, Juan Pons                    | Giuseppe Sinopoli, Orquesta Philharmonia, Coro de Ópera Ambrosiano                                                       | Audio CD: Deutsche Grammophon, Cat: 423567                               |
| 1991                | Miriam Gauci, Yordy Ramiro, Nelly Boschkowá, Georg Tichy                    | Alexander Rahbari, Orquesta Sinfónica de la Radio Checoslovaca, Bratislava                                               | Audio CD: Naxos, Cat: 8.660015-16                                        |
| 1997 (Versión 1904) | Svetlana Katchour, Bruce Rankin, Frederika Brillemburg, Heikki Kilpeläinen  | Günter Neuhold, Coro y Orquesta Filarmónica del Estado de Bremen                                                         | Audio CD: Naxos, Cat: 8.660078-79                                        |
| 2009                | Angela Gheorghiu, Jonas Kaufmann, Enkelejda Shkosa, Fabio Capitanucci       | Antonio Pappano, Orquesta y coro de la Academia Nacional de Santa Cecilia                                                | Audio CD: EMI Classics, Cat: 456215-2                                    |

### Vídeo
| Año  | Elenco (Cio-Cio San, B.F. Pinkerton, Suzuki, Sharpless)       | Director, Teatro de ópera y orquesta                                                                                                 | Discográfica                                 |
| ---- | ------------------------------------------------------------- | --- | -------------------------------------------- |
| 1956 | Anna Moffo, Renato Cioni, Miti Truccato Pace, Afro Poli       | Oliviero De Fabritiis, Coro y orquesta de la RAI de Milán                                                                            | DVD: VAI                                     |
| 1974 | Mirella Freni, Plácido Domingo, Christa Ludwig, Robert Kerns  | Herbert von Karajan, Orquesta Filarmónica de Viena y coro de la Ópera Estatal de Viena (Película— dirigida por Jean-Pierre Ponnelle) | DVD: Deutsche Grammophon Cat: 00440 073 4037 |
| 1986 | Yasuko Hayashi, Peter Dvorský, Hak-Nam Kim, Giorgio Zancanaro | Lorin Maazel, Coro y orquesta de La Scala, Milán                                                                                     | DVD: Art Haus Musik Cat: 100 110             |
| 2004 | Daniela Dessì, Fabio Armiliato, Rossana Rinaldi, Juan Pons    | Plácido Domingo, Festival Puccini, Torre del Lago - Orquesta y coro Città Lirica                                                     | DVD: Dynamic Cat: 33457                      |

## Filmografía
- 1915: Madame Butterfly de Sidney Olcott, con Mary Pickford, basado en la historia epónima de John Luther Long (Nueva York, 1898) y no sobre el libreto de la ópera.[16]
- 1919: Harakiri de Fritz Lang, a partir de la obra teatral Madame Butterfly de David Belasco.[17]
- 1922: The Toll of the Sea, inspirado por la ópera, con Anna May Wong. La historia es transpuesta a la China.
- 1932: Madame Butterfly, adaptación no cantada, dirigida por Marion Gering, con Cary Grant y Sylvia Sidney, basada sobre la obra de Belasco y el libreto de la ópera de Puccini. La música de Puccini podía ser interpretada por una orquesta durante la proyección de la película.[18]
- 1954: Madame Butterfly (Madama Butterfly), película italiana de Carmine Gallone
- 1962: Mi dulce Geisha con Shirley MacLaine.
- 1974: Madame Butterfly, ópera filmada por Jean-Pierre Ponnelle, reutilizando una distribución prestigiosa: Mirella Freni (Butterfly), Plácido Domingo (Pinkerton), Christa Ludwig (Suzuki), Michel Sénéchal (Goro), Robert Kerns (Sharpless), coro de la ópera de Viena y Orquesta Filarmónica de Viena con la dirección de Herbert von Karajan.
- 1995: Madame Butterfly de Frédéric Mitterrand con Ying Huang y Richard Troxell, bajo la dirección de James Conlon.

## Adaptaciones teatrales
- 1988 : M. Butterfly, obra de David Henry Hwang, relata la relación amorosa de un diplomático francés y de una cantante de ópera china, que revelará ser un hombre. Esta pieza ha sido adaptada al cine en 1993 por David Cronenberg.
- 1989: el musical Miss Saigón, de Claude-Michel Schönberg y Alain Boublil. La historia se traspone a Vietnam y Tailandia, con el telón de fondo de la Guerra de Vietnam y la caída de Saigón.
- El grupo de rock Weezer se ha inspirado en Madame Butterfly para su segundo disco Pinkerton, que contiene referencias a la obra de Puccini y a sus personajes, particularmente sobre el último corte del álbum, Butterfly. Un mapa del mundo ficticio incluido en la portada del disco contiene igualmente referencias a Sharpless y Cio-Cio-San. Además, un extracto de la ópera, en italiano está inscrito en torno al propio disco compacto.